# Одинківка (озеро)
Одинківка — одне з протовчанських озер, залишок пойми нині колишньої річкової системи Протовча. Розташоване у давньому козацькому селищі Кам'янка поблизу радянського житлового масиву Ломівський (до 2015 р.- Фрунзенський — 2) Амур — Нижньодніпровського району Дніпра.
Розташоване між вулицями Балканський пров., Седнєва, Вільхова, Інгульська (до 2015 р.- Кіровоградська) та Георгієвського.
Неподалік від нього розташовані озера Куряче, Касьянка, Карпенкове, Вошівка та Куплевате.
У XVI — XVII ст. біля озера виникло селище Кам'янка, з якого у перші роки  радянської влади виокремили селище Ломівку.
З озера витікає притока Дніпра — річка Гнилокіш або Гнилокоть.
У  XIX столітті мало назву Зіньківка.